# Estrada de Ferro Campos a Carangola
A Estrada de Ferro Campos a Carangola foi uma ferrovia brasileira que operava no norte do estado do Rio de Janeiro.

“
Lei da Província do Rio de Janeiro de 12/04/1872, concedeu ao referido Francisco Portela, Mariano Alves de Vasconcelos, Manoel Rodrigues Peixoto e Chrysantho Leite de Miranda Sá,a autorização para construção de ferrovia ligando Campos dos Goytacazes aos Tombos do Carangola, na fronteira com Minas Gerais, em bitola métrica, passando pelos vales dos rios Muriaé e, do seu afluente, o Carangola.”

— Lei da Província do Rio de Janeiro.
A Estrada de Ferro Campos a Carangola, teve sua pedra fundamental lançada na cidade de Campos dos Goytacazes, em 14 de junho de 1875. No mesmo local aonde a Estrada de Ferro Macaé e Campos abriu a sua estação, em 13 de setembro do mesmo ano.
Ao lado do Dr. Francisco Portela, o Comendador José Cardoso Moreira era o maior acionista.
Chegou, em 1883, a Porto Alegre, depois Villa de São José do Avahy (1887) e atual Itaperuna (1889), atingindo, em 26 de outubro de 1887, Santo Antônio do Carangola (1879), (Santo Antônio (1845), Santo Antônio dos Macacos, depois Santo Antônio de Porciúncula (1926)), atual Porciúncula (1938), seu término.
Em 2 de maio de 1883, a empresa foi incorporada pela Estrada de Ferro Leopoldina, com o nome Ramal Carangola.
O trecho da linha entre Porciúncula e Itaperuna foi desativado em 31 de dezembro de 1973 e suprimido pela Rede Ferroviária Federal e, em 1 de novembro de 1977, o restante da linha entre Itaperuna e Campos dos Goytacazes.
Operava em linha com bitola métrica.